# Comuna Honorivka, Pișceanka
Honorivka (în ucraineană Гонорівка) este o comună în raionul Pișceanka, regiunea Vinnița, Ucraina, formată din satele Brohvîci și Honorivka (reședința).

## Demografie
Componența lingvistică a satului Honorivka
     Ucraineană (97,66%)
     Rusă (2,1%)
     Alte limbi (0,08%)
Conform recensământului din 2001, majoritatea populației satului Honorivka era vorbitoare de ucraineană (97,66%), existând în minoritate și vorbitori de rusă (2,1%).